# Cheiracanthium liuyangense
Cheiracanthium liuyangense là một loài nhện trong họ Miturgidae.
Loài này thuộc chi Cheiracanthium. Cheiracanthium liuyangense được miêu tả năm 1996 bởi Xie et al..